# 沃德 (南卡罗来纳州)
沃德（英文：Ward），是美国南卡罗来纳州下属的一座城市。城市类型是“Town”。其面积大约为0.78平方英里（2.01平方公里）。根据2010年美国人口普查，该市有人口91人，人口密度约为每平方 英里117.27人（约合每平方公里45.28人）。